# کاکتوس کریسمس
کاکتوس کریسمس(نام علمی: Schlumbergera truncata) نام یک گونه از سرده کاکتوس عید پاک است.